# (5745) 1991 AN
1991 أي أن (ويعرف أيضًا باسم (5745) 1991 أي أن وفق تسمية الكوكب الصغير) (بالإنجليزية: 1991 AN)‏ هو كويكب ضمن حزام الكويكبات؛ وترتيبه 5745 من حيث الاكتشاف.
اكتُشف هذا الجُرم الفلكي بواسطة Tsutomu Hioki ‏ في 9 يناير 1991.

## وصلات خارجية
- (5745) 1991 AN في قاعدة بيانات مختبر الدفع النفاث لأجرام النظام الشمسي الصغيرة

- الاكتشاف · مخطط المدار ·  العناصر المدارية · المعلمات المادية

- (5745) 1991 AN على موقع ويكي سكاي: DSS2, SDSS, GALEX, IRAS, Hydrogen α, X-Ray, Astrophoto, Sky Map, Articles and images